# Giovanni Andrea Podestà

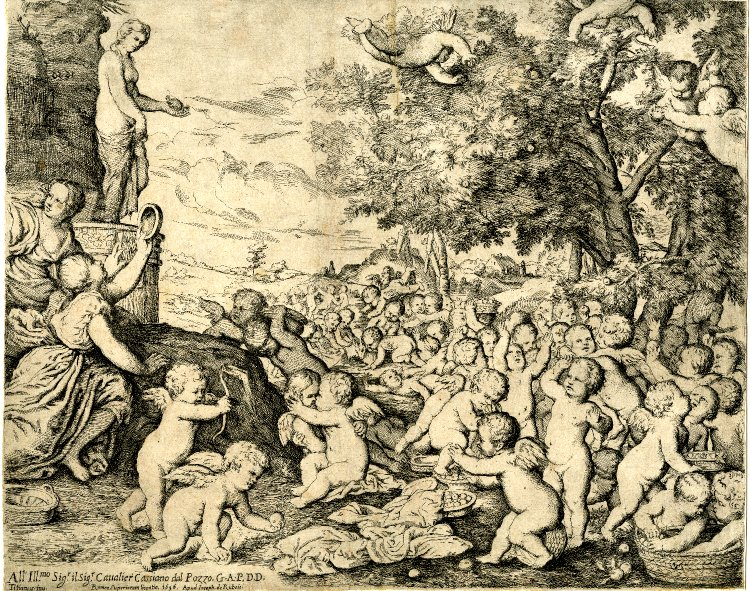
La ofrenda a Venus, grabado de Podestà según el cuadro de Tiziano (ejemplar del Museo Británico de Londres).

Giovanni Andrea Podestà (Génova, 1608 – h. 1673) fue un pintor y grabador italiano. Se le recuerda mayormente por tres aguafuertes que reproducen famosos cuadros de Tiziano.

## Vida y carrera
Se formó a la sombra de los pintores Giovanni Andrea Ferrari y Domenico Fiasella. Muy joven se trasladó a Roma; la fecha exacta de este viaje no se sabe, pero según algunos documentos pudo ser en 1636. En Roma desarrollaría casi toda su carrera.
Como pintor es un maestro secundario dentro del barroco italiano, pero su faceta como grabador al aguafuerte es relevante. Sus estampas más conocidas, mencionadas en infinidad de libros, son tres que reproducen famosos cuadros de Tiziano: La bacanal de los andrios, La ofrenda a Venus (ambos en el Museo del Prado) y Baco y Ariadna (National Gallery de Londres). Estos grabados difundieron los diseños de Tiziano por media Europa; el segundo lo fechó en 1636 y los otros dos hubo de hacerlos hacia 1640-50. De estos tres grabados, Podestà dedicó La ofrenda a Venus al erudito Cassiano dal Pozzo y los otros dos al pintor Fabio della Cornia (Corgna, según la inscripción). El Museo del Prado cuenta con ejemplares de los tres grabados: del segundo y tercero, gracias a una donación particular en 2017 , y de La ofrenda a Venus por compra en 2024.

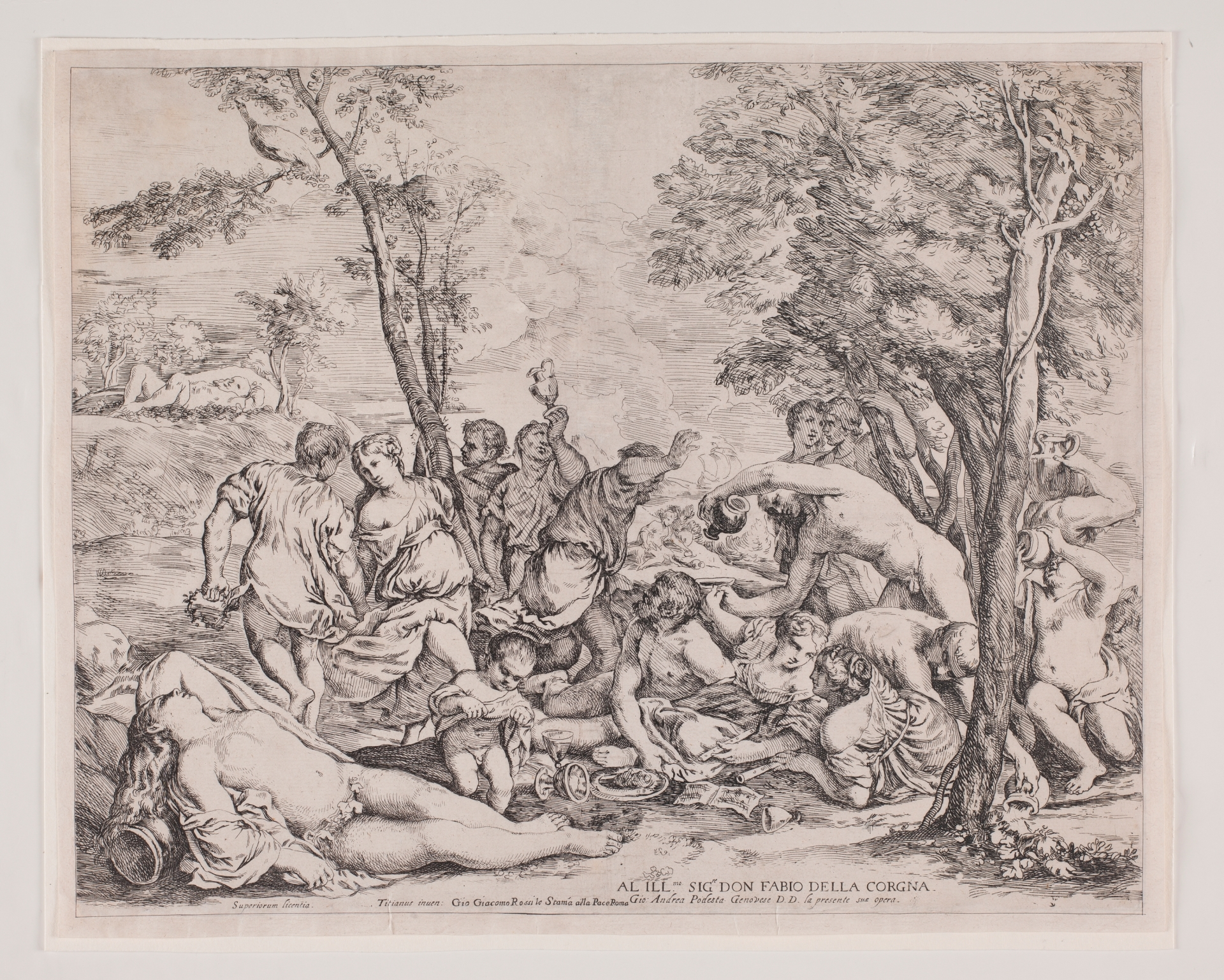
La bacanal, aguafuerte de Podestà según el cuadro de Tiziano (ejemplar del grabado conservado en el Gabinete de Dibujos, Estampas y Fotografías del Museo del Prado).

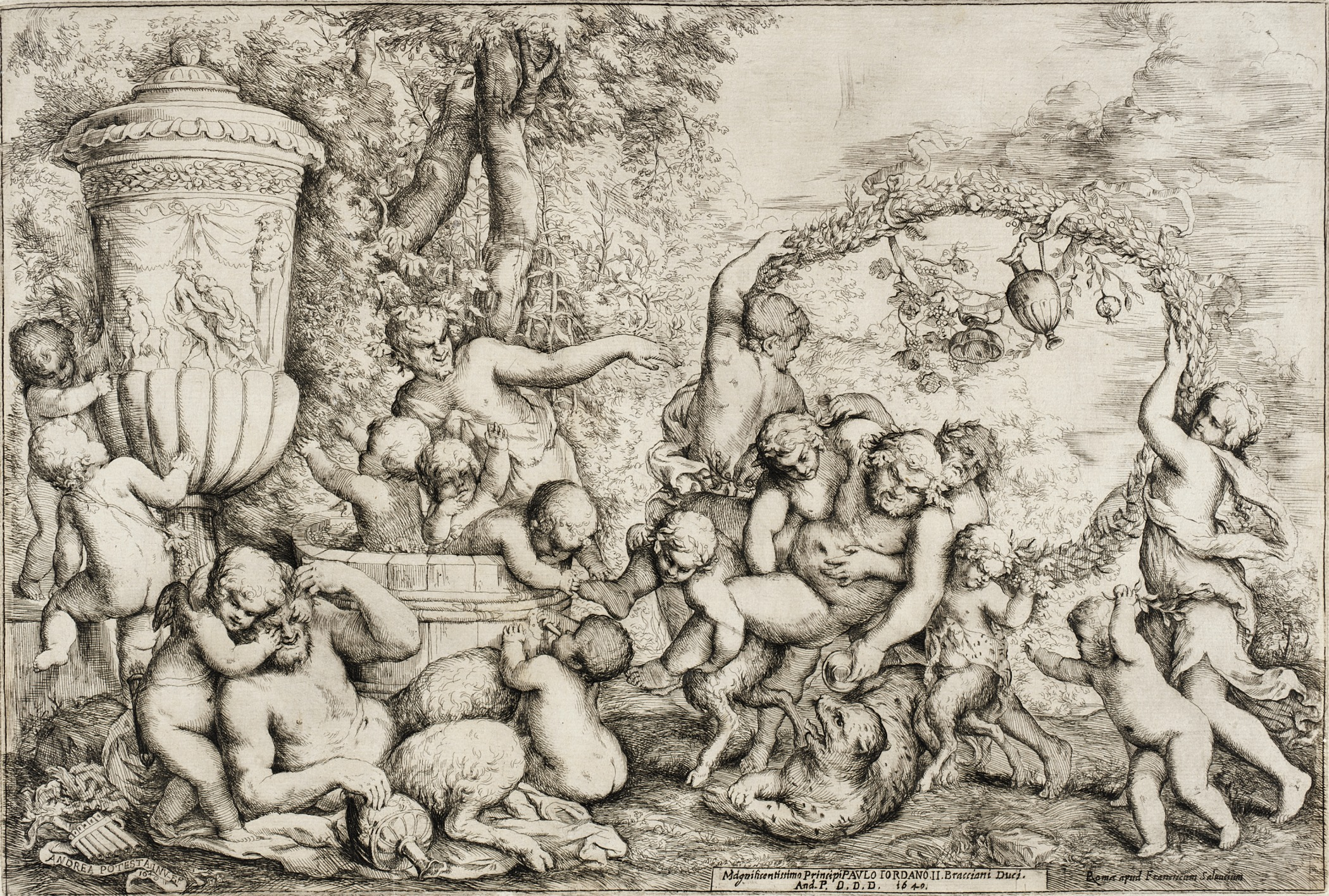
Bacanal, grabado de Podestà según diseño original propio; con dedicatoria al duque de Bracciano.

Gracias a su conexión con Dal Pozzo, Podestà se familiarizó con el arte de Nicolas Poussin (1594-1665) y con el estilo neoveneciano pujante en Roma en aquellos años, desarrollado por artistas como Pietro Testa y Giovanni Benedetto Castiglione.
Podestà produjo otros grabados de tema báquico, ya de invención propia, y los dedicó a Paolo Giordano II Orsini, duque de Bracciano.
En 1650, con apenas treinta años de edad, Podestà fue hecho miembro de la prestigiosa Accademia di San Luca de Roma.
- Datos: Q3766406
- Multimedia: Giovanni Andrea Podestà / Q3766406